# Capela (ort i Brasilien, Alagoas, Capela, lat -9,41, long -36,07)
Capela är en ort i Brasilien.   Den ligger i kommunen Capela och delstaten Alagoas, i den östra delen av landet, 1 500 km nordost om huvudstaden Brasília. Capela ligger 87 meter över havet och antalet invånare är 12 520.
Terrängen runt Capela är platt åt sydost, men åt nordväst är den kuperad. Capela ligger nere i en dal. Närmaste större samhälle är Murici, 18,1 km nordost om Capela.
Omgivningarna runt Capela är en mosaik av jordbruksmark och naturlig växtlighet. Runt Capela är det ganska tätbefolkat, med 108 invånare per kvadratkilometer.